# Ásquia Maomé Bencã
Ásquia Maomé Bencã foi o terceiro governante do Império Songai de 1531 a 1537.
Maomé Boncana Quirya era filho de Umar Komajago, o poderoso Kurmina-fari que governou as províncias ocidentais de Songhai de Tindirma sob seu irmão Ásquia Maomé I. Lendas posteriores afirmam que ele nasceu de cesariana e que o próprio Soni Ali profetizou que ele seria uma praga na linhagem de seu tio.  Ele passou grande parte de sua juventude estudando na mesquita Sancoré em Tombuctu. 
Maomé Bencã participou do golpe de seu primo Ásquia Musa contra Ásquia Maomé e foi nomeado para o prestigioso título de Kurmina-fari, que seu pai havia possuído antes dele.  Mais tarde, ele se juntou a alguns irmãos da Ásquia Musa para planejar o assassinato do imperador na vila de Mansura na quarta-feira, 12 de abril de 1531. Quando o líder do golpe, 'Ali Wāy, retornou a Gao para reivindicar o trono, eles descobriram que Maomé Bencã havia se autoproclamado da Ásquia na ausência deles. Perante um facto consumado, nada podiam fazer.  

Para garantir sua posição, Bencã baniu Ásquia Maomé, seu tio paterno, para a ilha de Cangaga, no rio Níger, a oeste de Gao.  Ele nomeou seu irmão Uthman ibn Amar como Kurmina-fari. O Tarikh al-Sudan contém esta descrição de sua corte:
A Ásquia Maomé Bencã decorou o pátio esplendidamente, ampliando-o, adornando-o e embelezando-o com mais cortesãos do que nunca. Ele forneceu roupas suntuosas, inventou diferentes tipos de instrumentos musicais (versões do fotorifo, semelhante a uma trombeta, e do tambor gabtanda de som profundo) e patrocinou muitos cantores e cantoras. Ele distribuiu abundantes dádivas e benefícios. Durante seu reinado, favores divinos foram concedidos, portas foram abertas e bênçãos foram derramadas. 
Bencã tentou reverter a política de seu tio de depender das cidades, preferindo obter apoio dos camponeses. Seu reinado também viu o desenvolvimento de uma poderosa burocracia composta por escravos eunucos em Gao.  No entanto, uma série de fracassos militares, nomeadamente uma terrível derrota às mãos de Maomé Kanta, o Sarkin de Quebi, e uma derrota desastrosa contra os Mossi, onde Maomé Bencã pessoalmente demonstrou cobardia, minou a sua autoridade.  Ele foi deposto em 1537 e sucedido por Ásquia Isma'il, filho de Ásquia Maomé. Depois de tentar reagrupar-se em Tindirma com o seu irmão, exilou-se no Mali.   O Maomé Boncana ficou cego antes de morrer por volta de 1559. 